# Polükratész
Polükratész (? – i. e. 522, Magnészia), Aiakész fia, Számosz türannosza (uralkodott kb. i. e. 538–522).

## Élete, uralkodása
Két testvérével közösen került hatalomra, de egyiküket megölette, a másikat pedig elűzte, így i. e. 532-ben egyeduralkodóvá vált. Kalózkodással és hódításokkal szerzett vagyonából hatalmas flottát épített, és azzal uralta az Égei-tenger keleti medencéjét (a szigeteket és Kis-Ázsia számos parti városát).
II. Jahmesz fáraó személyes barátja volt, de Amaszisz halála után bérbe adta flottáját II. Kambüszész perzsa uralkodónak Egyiptom megszállásához i. e. 525-ben. Számoszi arisztokraták szövetkezni kezdtek ellene médiszmosza, azaz a perzsákkal való együttműködése miatt, akiket ő elűzött Számoszról. i. e. 524-ben az arisztokraták Spártához fordultak segítségért. Spárta flottát küldött Számosz ellen, de az akció kudarccal végződött.
Hérodotosz szerint Polükratész hatalma akkorára nőtt, hogy maguk az istenek is féltékenyek lettek rá, ezért engesztelő áldozatként a tengerbe vetette legértékesebb (valószínűleg smaragdköves) gyűrűjét. Néhány nappal később szakácsa egy hal gyomrában találta meg a gyűrűt, amit mindenki akként értelmezett, hogy az istenek nem fogadták el az áldozatot. Nem sokkal később a sikereire és hírnevére féltékeny Oroitész, a szardeiszi perzsa satrapa tőrbe csalta, elfogta és a Maiandrosz folyó menti Magnésziánál keresztre feszíttette.

## Udvara
Polükratész felvilágosult uralkodó volt, aki pártolta a kereskedelmet, a mérnöki tudományokat és a művészeteket. Udvarában alkotott a kor legnagyobb költője, Anakreón. Rövidebb-hosszabb időre vendégül látott más költőket is, például Ibükoszt. Jó ideig Szamoszon élt Püthagorasz, a század egyik legnagyobb görög természettudósa is, aki Polükratész anyagi támogatásával utazhatott el többször Egyiptomba és Kis-Ázsia különböző vidékeire – ilyenkor az uralkodó valószínűleg diplomáciai feladatokat is bízott rá. Ismeretlen okból Polükratész megharagudott Püthagorászra, és a tudósnak családostól el kellett menekülnie Szamoszról (kb. Kr.e. 530). Szamoszon élt a kor legnagyobb mérnöke, a megarai Eupalinosz, a Héra-szentély, a kikötőt védő körgát, a városfal és a hegyen át, vízvezetéknek kihajtott, 1036 m hosszú alagút tervezője és építője is.